# Tiszacsoma
Tiszacsoma (ukránul: Чома  [Csoma]) falu Ukrajna Kárpátontúli területén, a Beregszászi járásban.

## Fekvése
Beregszásztól délre, Badaló és Macsola között fekvő település.

## Nevének eredete
Nevét a Csoma folyóról kapta, melyet 1272-ben említenek először egy adománylevélben. A Csoma folyó a lakóházak nagy részét még mai nap is egy nagyobb vihar után elönti, mivel az 50-es években a folyó közelében lévő tölgyfákat kereskedelem céljából eltávolították a lakosok.

## Története
Tiszacsoma (Csoma, Csama) és környéke már a honfoglalás idején lakott hely volt, az itt talált e korból származó lelet tanúsága szerint.
A település nevét a Csoma folyóról kapta, melyet 1272-ben egy adománylevélben említettek először, majd 1327-ben az oklevelek Chama néven tettek ismét említést róla.
1327-ben Károly Róbert király, mint az örökös nélkül elhunyt Búcsúi Mihály birtokát Pál fia Deseu beregi ispánnak adományozta.
Az 1400-as évek elején pedig Upor István Beregszásznak zálogosította el a birtok harmadrészét. Később a Szentiványi, Kajdi és a gróf Károlyi családok birtoka lett.
A 19. században ruszin jobbágyok telepedtek le a faluban.
Tiszacsoma a trianoni békeszerződés előtt Bereg vármegye Tiszaháti járásához tartozott.

## Nevezetességek
- Református temploma
- Görögkatolikus temploma
- A Görögkatolikus templomban található Szent István ereklye
- Honfoglalás kori temető a falu határában, melynek területén emlékparkot létesítettek. Az 1,5 hektár területű, a 9–13 sz. között használt temetőben az első leleteket a 19. század végén tárták fel. Az akkor előkerült leleteket a Magyar Nemzeti Múzeumban őrzik. 1986–1987-ben lovas sírok is előkerültek. Az 1990–es években Fodor István magyar, valamint Vjacseszlav Kotihorosko és Eduard Balahuri ukrán régészek folytattak ásatásokat, akkor számos tárgyi emlék is előkerült. 1996-ban honfoglalási emlékparkot létesítettek a temető területén.

## Testvérvárosai
Tiszacsoma testvérvárosai a következők:
|              | Ország       | Város   | Megye / Körzet / Régió / Állam |
| ------------ | ------------ | ------- | ------------------------------ |
| Magyarország | Magyarország | Csaroda | Szabolcs-Szatmár-Bereg         |
| Magyarország | Magyarország | Héhalom | Nógrád                         |